# Giovanni Battista Biroldi
Giovanni Battista Biroldi (Mergozzo, 5 maggio 1712 – Varese, 1792) è stato un organaro italiano, considerato il padre della tradizione organaria varesina.
Non è ancora del tutto chiara la sua formazione professionale, sebbene si ritenga abbia imparato l'arte organaria in territorio transalpino. Ciò che accomuna gli strumenti del Biroldi e dei suoi discendenti con quelli d'oltralpe sono soltanto le segnature apposte sulle canne, di notazione tedesca, in contrapposizione a quelle in uso in Italia dagli altri organari; tutto il resto è invece ancorato al modello di organo italiano.
Da sottolineare come la famiglia Biroldi fosse originaria di Crevoladossola, nella cui chiesa si trovava un organo costruito dalla famiglia Carlen, organari del vicino Vallese.
Giovanni Battista Biroldi si trasferisce a Varese nel 1745 quando inizia la sua intensa attività di organaro, successivamente coadiuvato dal figlio Eugenio Biroldi.
Ad oggi, la maggior parte delle sue opere sono scomparse ma sopravvivono ancora in molti organi nuclei importanti di canne a lui attribuiti.

## Opere
È difficile stilare un elenco dei lavori di Giovanni Battista Biroldi, sia per l'esiguo numero di organi superstiti, spesso rimaneggiati, sia per la scarsità di documentazione. Inoltre sono innumerevoli gli interventi di restauro di antichi strumenti, probabilmente effettuati in gran parte del territorio varesino e non solo, di difficile catalogazione.
Di seguito alcuni suoi lavori documentati:
- Montonate (fraz. di Mornago), 1757: intervento su antico strumento
- Montonate, 1777: nuovo organo
- Brenta, 1758: nuovo organo
- Velate, 1762: nuovo organo
- Castello Cabiaglio, 1772: restauro
- Tradate, 1779: nuovo organo
- Cassano Magnago, (S. Maria del Cerro) XVIII secolo: del Biroldi sopravvive l'imponente prospetto e un nucleo di canne interne, il resto ricostruzione Carrera (1834)
- Castiglione Olona (Collegiata), XVIII sec.: rifacimento antico organo (oggi a Domo Valtravaglia, fraz. di Porto Valtravaglia)
- Castiglione Olona (Madonna in Campagna), XVIII sec.: attribuzione
- Gazzada, XVIII sec.: interventi
- Somma Lombardo, (chiesa di S. Vito), XVIII sec.: ricostruzione organo seicentesco
- Venegono Inferiore, XVIII sec.
- Morosolo, 1780 circa: nuovo strumento in collaborazione con Eugenio Biroldi